# Chaenostoma floribundum
Chaenostoma floribundum är en flenörtsväxtart som beskrevs av George Bentham. Chaenostoma floribundum ingår i släktet Chaenostoma och familjen flenörtsväxter. Inga underarter finns listade i Catalogue of Life.